# Cendoro (Palang)
Cendoro is een bestuurslaag in het regentschap Tuban van de provincie Oost-Java, Indonesië. Cendoro telt 4102 inwoners (volkstelling 2010).